# مهندسی سامانه‌ها
مهندسی سامانه در یک تعریف کلی عبارت از روش‌شناسی تخصصی انسجام بخشی و یکپارچه‌سازی هدفمند مجموعه‌ای از اجزا و عناصر و شکل‌دهی یک سامانه کامل با ویژگی‌ها و قابلیت‌های کارکردی مشخص است. به بیان دیگر '''مهندسی سامانه''' دانش و روش‌شناسی در کنار هم قرار دادن اصولی کلیه اجزا و عناصر زیر مجموعه یک سامانه (محصول) و برقراری روابط تعاملی هدفمند و هم افزاینده میان آن‌ها به بهترین شیوه ممکن است که در نهایت منجر به ایجاد یک مجموعه یا سامانه کلان (محصول) با قابلیت و توانمندی مشخص به منظور پاسخگویی به نیازهایی خاص است. مهندسی سامانه بر اساس رویکرد سامانه‌ای استوار بوده و دارای ماهیت میان‌رشته‌ای و چند تخصصی است و بیشترین کاربرد را در ایجاد سامانه‌های پیچیده و دارای تنوعی از انواع فناوری‌ها دارد. مهندسی سامانه به معانی مهندسی طراحی سامانه‌های پیچیده، مهندسی نوآوری محصولات پیچیده، سامانه مدیریت مهندسی نوآوری محصول پیچیده و به عبارتی سامانه ایجاد سامانه‌های پیچیده‌است. 

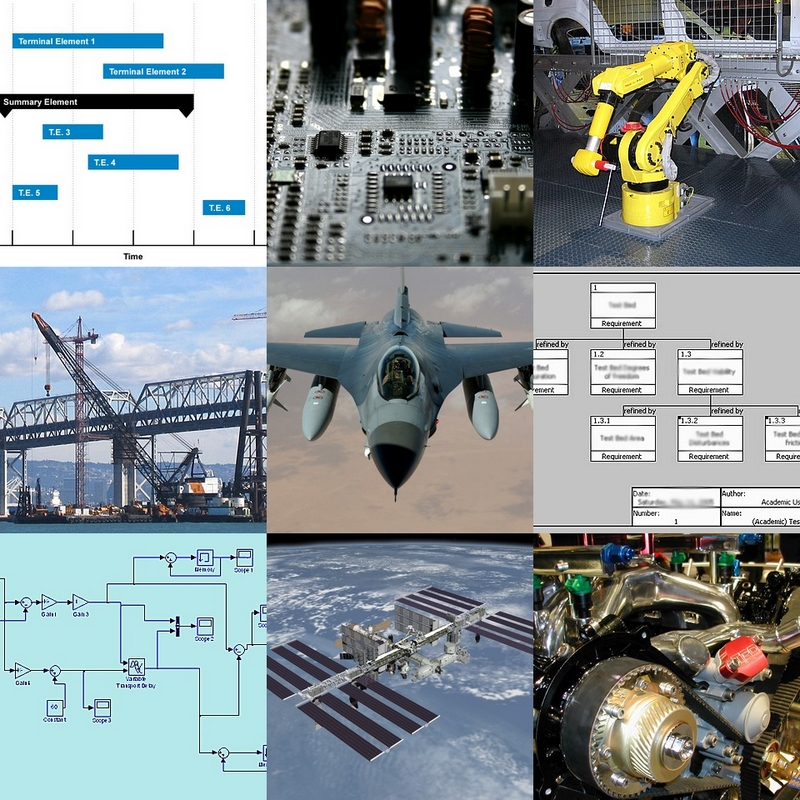
تکنیک‌های مهندسی سیستم‌ها در پروژه‌های پیچیده استفاده می‌شود.

مهندسی سامانه عبارت از روش‌شناسی تخصصی مبتنی بر رویکرد سامانه‌ای بوده و دارای ماهیت میان رشته‌ای و چند تخصصی است که به یکپارچه‌سازی هدفمند مجموعه‌ای از اجزا و عناصر و شکل‌دهی یک مجموعه کامل و ایجاد یک محصول مشخص با قابلیت‌ها و کارامدی‌های تعیین شده می‌پردازد. مهندسی سامانه دانش و روش‌شناسی چند رشته‌ای و چند تخصصی طراحی و یکپارچه‌سازی و خلق سامانه‌های فنی مهندسی پیچیده (محصولات پیچیده مانند یک فضا پیما) است. مهندسی سامانه به عنوان سامانه مهندسی نوآوری محصولات پیچیده از زیر نظام‌های نظام مدیریت نوآوری جامع و نظام مدیریت جامع خلق ارزش در سازمان‌های دانش بنیان و نوآور و مبتنی برانواع فناوری‌های پیشرفته و محصولات پیچیده محسوب می‌گردد.
مهندسی سامانه در یک تعریف کلی عبارت از روش‌شناسی تخصصی انسجام بخشی و یکپارچه‌سازی هدفمند مجموعه‌ای از اجزا و عناصر و شکل‌دهی یک سامانه کامل با ویژگی‌ها و قابلیت‌های کارکردی مشخص است. به بیان دیگر مهندسی سامانه دانش و روش‌شناسی در کنار هم قرار دادن اصولی کلیه اجزا و عناصر زیر مجموعه یک سامانه (محصول) و برقراری روابط تعاملی هدفمند و هم افزاینده میان آن‌ها به بهترین شیوه ممکن است که در نهایت منجر به ایجاد یک مجموعه یا سامانه کلان (محصول) با قابلیت و توانمندی مشخص به منظور پاسخگویی به نیازهایی خاص است. مهندسی سامانه بر اساس رویکرد سامانه‌ای استوار بوده و دارای ماهیت میان رشته‌ای و چند تخصصی است و بیشترین کاربرد را در ایجاد سامانه‌های پیچیده و دارای تنوعی از انواع فناوری‌ها دارد. مهندسی سامانه به معانی مهندسی طراحی سامانه‌های پیچیده، مهندسی نوآوری محصولات پیچیده، سامانه مدیریت مهندسی نوآوری محصول پیچیده و به عبارتی سامانه ایجاد سامانه‌های پیچیده‌است.
برای مهندسی سامانه تعاریف متعدد و متنوعی ارائه شده‌است که البته اکثر آن‌ها اشتراک مفهومی بالایی دارند. انجمن بین‌المللی مهندسی سامانه (INCOSE) مهندسی سامانه را چنین تعریف نموده‌است: مهندسی سامانه یک رویکرد میان رشته‌ای برای تحقق بخشیدن به سامانه‌های موفق (Successful Systems) است. در این راستا بر فرایندهای تعریف نیازهای مشتری و تعریف قابلیت‌های اولیه مورد نیاز در چرخهٔ توسعه، الزامات مستندسازی، طراحی و اعتبارسنجی سامانه معطوف است. هدف مهندسی سامانه برآورده شدن حداکثری نیازهای مشتریان و ذینفعان سازمان با حداکثر کیفیت و اعتمادپذیری و حداقل هزینه هاو طبق برنامه از پیش تعیین شده‌است.
واژهٔ سامانه (System) از واژه لاتینی به معانی کل، ترکیب یا مجموعه حاصل از ترکیب چند جزء است. در زبان فارسی واژهٔ سامانه به دلیل کثرت استفاده متداول شده‌است. واژه‌های سامانه و نظام برابرهای فارسی متداول برای واژهٔ سامانه می‌باشند.
سامانه مجموعه‌ای هماهنگ از عناصر و اجزاء مختلف است که در طی رابطه‌های تعاملی هدفمند با یکدیگر نتایج مشخصی را محقق می‌نمایند. این نتایج توسط هریک از عناصر به تنهایی قابل تحقق نیست (حمیدی زاده، ۱۳۷۹).
هر سامانه عناصر زیر را شامل می‌گردد: ورودی‌ها یا منابع، خروجی‌ها یا نتایج، عملیات یا پردازش‌ها، بازخورد، ارتباطات ، کنترل، محیط سامانه و مرزهای سامانه (به نقل از INCOS).
راهنمای پیکره دانش مهندسی سامانه (SEBok) توسط انجمن بین‌المللی مهندسی سامانه (INCOSE) ارائه گردیده‌است.

## تاریخچه
اصطلاح مهندسی سامانه‌ها می‌تواند به سال ۱۹۴۰ و به آزمایشگاه‌های تلفن بل برگردد.

## مفهوم
مهندسی سامانه‌ها هم بر روش‌ها و هم اخیراً بر نظم و انضباط دلالت دارد. هدف از مهندسی سامانه ساده‌سازی روش و انجام کار است.